# Otto Fehrenbacher
Otto Fehrenbacher (* 1955) ist ein deutscher Koch.

## Werdegang

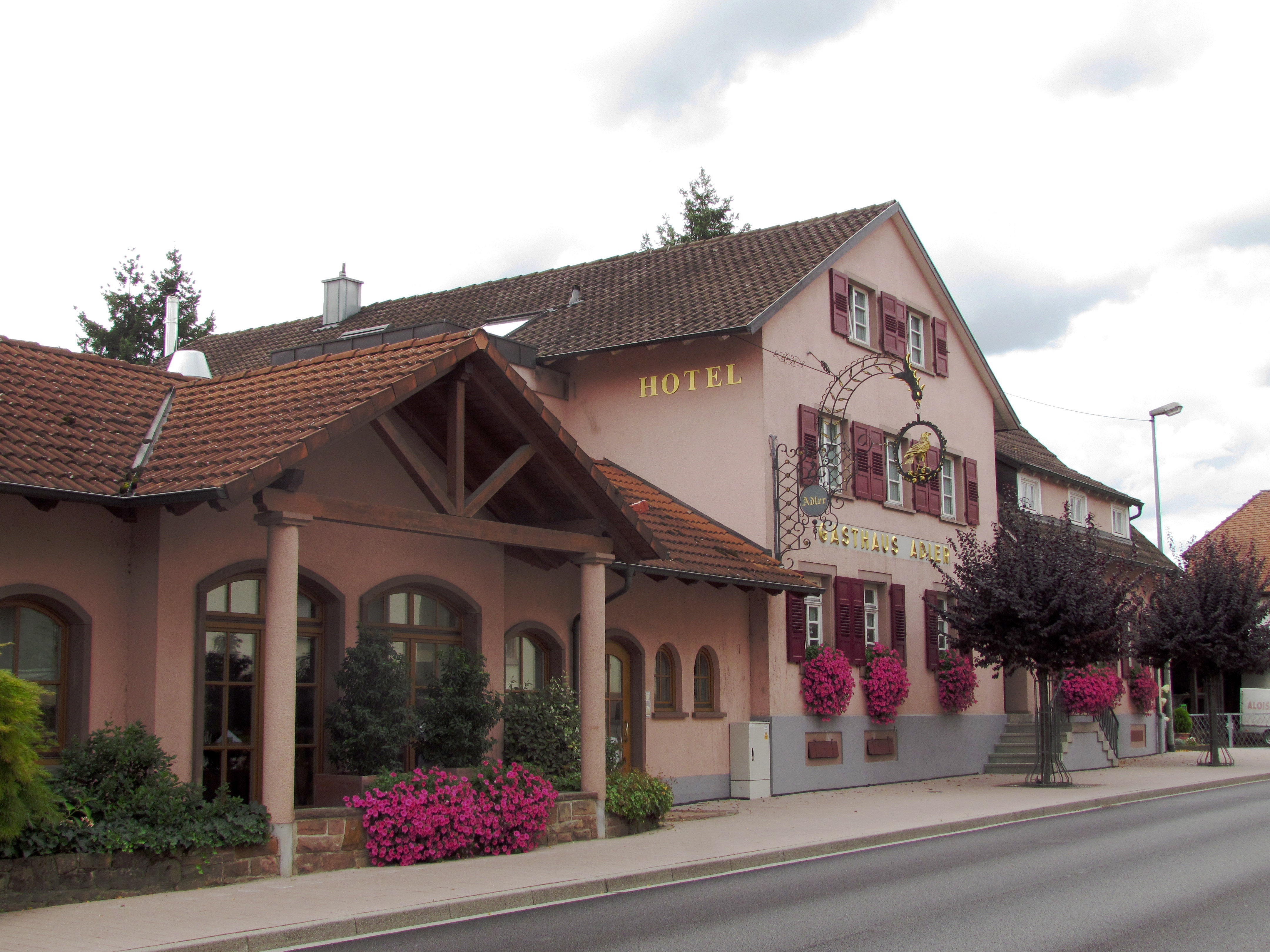
Hotel Restaurant Adler

Fehrenbacher entstammt einer Gastronomenfamilie, schon seine Großeltern führten das Hotel Restaurant Adler in Lahr. Nach der Ausbildung im Hotel Adler im Glottertal ging er zum Hotel-Restaurant Erbprinz bei Günther Wanka in Ettlingen (ein Michelinstern) und dann zum Restaurant Tantris bei Eckart Witzigmann in München (zwei Michelinsterne). 1976 wechselte er zum Restaurant Auberge de l'Ill in Illhaeusern bei Paul Haeberlin (drei Michelinsterne) und dann zu Alain Chapel in Mionnay (drei Michelinsterne).
1980 übernahm Fehrenbacher das heimische Hotel Restaurant Adler. 1989 wurde sein Restaurant mit einem Michelinstern ausgezeichnet, der bis heute gehalten wird. 1991 war er Gründungsmitglied der deutschen Sektion der Jeunes Restaurateurs d’Europe, später deren Präsident.
2006 gab er die Küchenleitung an seinen Sohn Daniel ab. Otto Fehrenbacher leitet seitdem die Gasthausküche und ein Kochstudio.
Er war mit Wolfram Siebeck befreundet und kochte gelegentlich bei Siebeck zu Hause. Das Restaurant Adler war für Siebeck Mahlberg das nächstgelegene Gourmet-Restaurant.

## Auszeichnungen
- Seit 1989: Ein Michelinstern im Guide Michelin 1990 für das Restaurant Adler[1]
- 2010: Kochschule des Jahres von Gault Millau[9]